# توبلاک
توبلاک (به ایتالیایی: Toblach) یک کومونه در ایتالیا است که در التو آدیجه واقع شده‌است.

## خصوصیات
توبلاک ۱۲۶٫۶ کیلومترمربع مساحت و ۳٬۲۸۳ نفر جمعیت دارد و ۱٬۲۴۱ متر بالاتر از سطح دریا واقع شده‌است.